# Flavi Juli Crisp
Gai Flavi Juli Crisp (Caius Flavius Julius Crispus) (305 - 326), fou un príncep romà, fill primogènit de Constantí I el Gran i de la seva primera dona, Minervina. Portava el nom pel seu besavi Crisp, germà de Claudi II el Gòtic. Educat per Lactanci Firmià, va ser nomenat cèsar pel seu pare l'1 de març de 317 juntament amb el seu germà Constantí i el jove Licini I. L'any següent fou nomenat cònsol. Va destacar pel seu geni militar, vencent a Licini a la batalla naval de Crisópolis, a l'Hel·lespont el 18 de setembre de 323, així com a les tribus bàrbares d'alamans i francs. Es va casar amb una jove anomenada Helena, de la qual va tenir descendència.
En 326 la segona dona de Constantí I, Fausta, el va acusar públicament d'haver tractat de seduir-la, pel que va ser immediatament ajusticiat per ordre del seu propi pare, que no es va dignar ni tan sols a escoltar-lo. No és clar el motiu pel qual Fausta va actuar d'aquesta manera. Mentre uns historiadors la defineixen com una dona despitada pel seu fillastre, pel qual sentia una passió irrefrenable, uns altres la fan protagonista d'un complot maquiavel·lic per eliminar en Crisp, que podria convertir-se en un futur enemic per als seus propis fills, per ser el primogènit de Constantí. Hi ha fins i tot qui parla que Crisp encapçalava un grup subversiu contra el seu pare que intentava dirigir el descontentament general dels romans enfront de la política filocristiana de l'emperador i al seu intent de traslladar la capital a Bizanci.
Es conserven algunes monedes del cèsar amb els títols de Caesar i Princeps Juventutis; a una d'elles apareix la inscripció Alamannia Devicta, segurament referida a la seva victòria contra els germànics.
Independentment dels motius que la van dur al perjuri, Fausta va trobar el que mereixia, car Constantí va ordenar ofegar-la en el bany quan es va assabentar de la innocència del seu fill, potser per la seva mare, Santa Helena, que sentia una especial predilecció pel seu net.
Segons la versió de Zòsim, turmentat per haver mort un fill innocent, i en no ser expiats els seus pecats pels sacerdots pagans, Constantí es va anar apropant al cristianisme, car l'arrià Eusebi de Cesarea l'havia convençut que a través del baptisme li serien perdonades les seves faltes.
Deixant a banda la seva carrera militar, ben documentada, la resta de la seva vida personal i la destinació de la seva dona i fills són totalment desconeguts, car a més de donar-se-li mort, se'l va condemnar a l'anomenada damnatio memoriae: el seu honor no quedaria restaurat i s'esborrarien totes les referències possibles a la seva vida.
El drama de la mort de Crisp i Fausta fou immortalitzat pel compositor Donizetti en la seva òpera Fausta.